# Parathesis subulata
Parathesis subulata är en viveväxtart som beskrevs av Cyrus Longworth Lundell. Parathesis subulata ingår i släktet Parathesis och familjen viveväxter. Inga underarter finns listade i Catalogue of Life.